# 湯良興
湯良興（1948年—），出生於中國上海市，臺灣琵琶演奏家、作曲家、音樂教師，國立臺南藝術大學中國音樂學系專任教授。

## 生平
7歲習二胡，後習琵琶。13歲考入上海民族樂團，先後師從馬林生、馬聖龍、俞良模、孫裕德、李廷松、楊大鈞、衛仲樂、秦鵬章、鄒軻等學習琵琶，14歲隨張子謙學習古琴。15歲在上海音樂廳初次登台獨奏，並在江南巡演。
1961年考進上海民族樂團學習琵琶演奏藝術，1964年完成課程，成為琵琶演奏員。文化大革命爆發後，參加樣板戲《智取威虎山》、《沙家浜》、《白毛女》劇組樂隊演奏琵琶。曾隨團到日本、澳大利亚、新西兰、希腊、瑞士、加拿大、香港等多國表演。1986年移民美國。
1970年，被上海交響樂團選為琵琶獨奏演員，與其合作長達10年。1974年，在中央交響樂團的全國琵琶選拔中被選為特邀琵琶演奏家，訪問東京等16個城市的演出。之後在北京、上海、香港等參加多次重大演出,並與其上海交響樂團、上海藝術團、上海芭蕾舞團、中國獨奏家小組等，先後出訪亞洲、澳洲、歐洲、北美洲等近二十個國家演出，受到各界好評，稱其為「世界上最優秀、最動人的彈撥音樂家之一」（澳洲雪梨樂評）。當時演出的曲目有《十面埋伏》、《天山之春》、《黎族舞曲》、《繡金匾》、《春江花月夜》、《梅花三弄》等，並參加著名交響樂《智取威虎山》和《沙家浜》的琵琶演奏。十年中累積了自己創作和改編的近二十首各類風格的琵琶獨奏曲。
1981年，在「上海之春」首演《花木蘭琵琶協奏曲》，同年灌錄了唱片。年底在香港大會堂舉辦首次個人獨奏會。1984年在上海首演《西雙版納的晚霞琵琶協奏曲》。1986年初在上海首演顧冠仁作曲的《故鄉風情琵琶協奏曲》。 
1986年夏赴美國深造。曾在紐約的林肯中心、卡內基音樂廳、世界音樂中心、哥倫比亞大學、耶魯大學、曼哈頓音樂學院、威斯林大學、芝加哥大學等舉辦琵琶獨奏會和專題講學。曾與紐約的長風中樂團、新苗文藝中心、美華文藝中心、台灣新聞文化中心等合作，舉辦了數十場琵琶獨奏會和全美的巡迴演出，並為大學、中學、小學演出數百場音樂會。
1988年至1991年間，參與《蝴蝶君》演出。1991年為《夢夢金山》作曲，為《中國新移民獨白》作曲並演奏。1991年6月，在紐約為張學良演奏，受其讚譽並親筆題詩「此曲只應天上有，人間能得幾回聞」。曾與丹佛交響樂團、紐約Queens交響樂團、薩克曼多交響樂團、Long Beach Symphony、Milwaukee交響樂團等演出《梁祝琵琶協奏曲》、《草原英雄小姐妹》等。
1997年8月應邀到臺灣，在高雄市國樂團客座，1998年8月1日起出任國立臺南藝術學院（2004年8月1日起改國立臺南藝術大學）中國音樂學系專任教授。
1991年始，在臺灣國家音樂廳、演奏廳和各地舉辦獨奏會。同年在臺灣由白金唱片灌錄《湯良興琵琶獨奏》專輯。
1993年獲得美國國家藝術基金會（National Endowment for the Arts）頒發的「美國國家傳統藝術家大獎」，柯林頓總統、紐約州長、參議員和曼哈頓區長都發了賀信，表彰其為美國社會的傑出貢獻。
1993年夏，與臺北市立國樂團在紐約合作舉辦了三場「琵琶大師與臺北市立國樂團」的演出，巡演美國與加拿大，並首演了新作品《琵琶韻》（陳怡作曲）。《華盛頓郵報》、《洛杉磯時報》、《丹佛郵報》等讚譽其精湛的演奏。《紐約時報》發表了專評稱讚其演奏「精緻而充滿變化、熱情而不傷感、戲劇性而不誇張、有著不同尋常的生命力……」。
1995年在紐約灌錄了《湯良興琵琶獨奏》專輯，1996年在紐約灌錄了《Bridge》國樂專輯。
同年在Washington, D.C.舉辦了兩場獨奏會，《華盛頓郵報》發表了專評文章，讚賞其演奏風格中特有的現代技巧和中國韻味。
1997年受邀於臺灣高雄市實驗國樂團，擔任駐團客席演奏家。
1998年被聘為國立臺南藝術大學中國音樂學系專任副教授（2008年為中國音樂學系專任教授），致力於教育和傳承工作。
2003年在國立臺南藝術大學舉辦了《長風歌－湯良興琵琶獨奏會》。在香港與湯家兄弟姊妹六人舉辦了《湯家班江南絲竹音樂會》。
2004年在臺北國家音樂廳和高雄市立文化中心至德堂的《敦煌樂展》中發表了自己創作的首演琵琶曲《莫高獨思》；同年在國立成功大學成功廳舉辦了《湯良興琵琶獨奏會》。
2005年湯氏六兄妹在臺北市中山堂和菲律賓的馬尼拉市成功舉辦了《湯家班江南絲竹專場音樂會》。同年在臺南市藝象中心舉辦了《南腔北調－湯良興獨奏音樂會》。
2006年應邀參加臺北市立國樂團主辦的《琵琶大師喜相逢：劉德海、湯良興、王正平琵琶音樂會》。
2007年被聘為臺北市立國樂團的藝術顧問。同年與臺北市立國樂團合作舉辦「絲竹小而美」的《江南絲竹音樂會》。
2008年五月在國立臺南藝術大學演奏廳舉辦《湯良興獨奏音樂會》；同年五月在臺北市中山堂光復廳舉辦《湯良興琵琶藝術》音樂會。兩場中發表了創作曲《老六板隨想》、《琴曲四首》、《彈詞》、《單弦》等新曲。
2008年12月，受臺灣中華國樂學會頒發「終身成就獎」肯定其為臺灣國樂作出的貢獻。

## 家庭
湯家為上海音樂世家，以江南絲竹聞名，並組成湯家班國樂團。五十年代初，湯氏三兄弟中，湯良洲的小三弦獨奏、湯良德的琵琶大套各曲及劉天華二胡曲十首的獨奏負有盛名。在二千年左右，家族中湯良德、湯良興一輩約有二十多人能演奏，其中湯家六兄弟姐妹全為專業演奏家。然而，因為家族中無人吹笛子，演出及錄製專輯時便找來從小與湯家熟識的俞遜發加入湯家班國樂團。

## 外部連結
- 台灣國立台南藝術大學湯良興網頁
- 湯良興〈成長大陸·闖蕩美國·情繫台灣〉 （页面存档备份，存于）
- <湯良興 1993 NEA National Heritage Fellowships>
- 湯良興之專輯《高山流水》 （页面存档备份，存于）